# Szelle Károly
Szelle Károly (Arad, 1891. március 21. – Arad, 1958.) aradi magyar orvos, zeneszerző, néprajzkutató, zenekritikus.

## Életútja, munkássága
Szülővárosában folytatott orvosi praxist; egészségügyi szakcikkeit helyi lapok, szaktanulmányait az Orvosok Lapja és a Praxis medici közölte. Kiválóan zenélt is. Számos rendezvényen, így a Kölcsey Egyesület estélyein zongorázott. 1919-ben a helyi színház mutatta be Maharadzsa c. operettjét. Megzenésített verseket (Kiss József verseiből egy egész ciklust); nagyszámú zongoradarabot is szerzett. Számos zenei vonatkozású írást és kritikát közölt a helyi lapokban. Székely népdalgyűjtéséből 15 dal Székely népdalok I–II. címmel két füzetben 1931-ben jelent meg. A zongorakíséret saját szerzeménye.

## Kötete
- A vérbaj. Korunk betegsége (Arad, 1925)